# Marc Goua (football)
Marc Goua, né le 2 novembre 1989 à Anyama, est un footballeur international ivoirien, qui évolue au poste d'arrière droit au SC Gagnoa.

## Biographie
Avec l'équipe de Côte d'Ivoire des moins de 23 ans, il dispute le championnat d'Afrique des moins de 23 ans en 2011. Lors de cette compétition organisée au Maroc, il joue trois matchs. Avec un bilan d'une victoire, un nul et une défaite, la Côte d'Ivoire est éliminée dès le premier tour.
Il reçoit sa première sélection en équipe de Côte d'Ivoire le 6 juillet 2013, contre le Nigeria. Ce match perdu 4-1 rentre dans le cadre des éliminatoires du championnat d'Afrique 2014.
En janvier 2016, il participe à la phase finale du championnat d'Afrique 2016 qui se déroule au Rwanda. Lors de cette compétition, il joue cinq matchs. La Côte d'Ivoire s'incline en demi-finale face au Mali.
Avec le club de l'ASEC Mimosas, il participe à la Ligue des champions d'Afrique en 2016. Il prend part à neuf matchs, en officiant comme capitaine. Il se met en évidence en délivrant une passe décisive au deuxième tour contre l'équipe d'Al-Ahli Tripoli.

## Statistiques

### En sélection nationale
| Saison                | Sélection             | Campagne              | Phases finales | Phases finales | Phases finales | Éliminatoires | Éliminatoires | Éliminatoires | Matchs amicaux | Matchs amicaux | Matchs amicaux | Total | Total | Total |
| Saison                | Sélection             | Campagne              | M              | B              | Pd             | M             | B             | Pd            | M              | B              | Pd             | M     | B     | Pd    |
| --------------------- | --------------------- | --------------------- | -------------- | -------------- | -------------- | ------------- | ------------- | ------------- | -------------- | -------------- | -------------- | ----- | ----- | ----- |
| 2012-2013             | Côte d'Ivoire         | CHAN 2014             | -              | -              | -              | 2             | 0             | 0             | -              | -              | -              | 2     | 0     | 0     |
| 2013-2014             | Côte d'Ivoire         | Coupe du monde 2014   | -              | -              | -              | -             | -             | -             | -              | -              | -              | 0     | 0     | 0     |
| 2014-2015             | Côte d'Ivoire         | CAN 2015              | -              | -              | -              | -             | -             | -             | -              | -              | -              | 0     | 0     | 0     |
| 2015-2016             | Côte d'Ivoire         | CHAN 2016             | 5              | 0              | 0              | 1             | 0             | 0             | -              | -              | -              | 6     | 0     | 0     |
| 2016-2017             | Côte d'Ivoire         | CAN 2017              | -              | -              | -              | 1             | 0             | 0             | 2              | 0              | 0              | 3     | 0     | 0     |
| Total sur la carrière | Total sur la carrière | Total sur la carrière | 5              | 0              | 0              | 4             | 0             | 0             | 2              | 0              | 0              | 11    | 0     | 0     |

### Matchs internationaux
| Matchs internationaux de Marc Goua | Matchs internationaux de Marc Goua | Matchs internationaux de Marc Goua             | Matchs internationaux de Marc Goua | Matchs internationaux de Marc Goua | Matchs internationaux de Marc Goua | Matchs internationaux de Marc Goua          |
| #                                  | Date                               | Lieu                                           | Adversaire                         | Résultat                           | Compétition                        | Notes                                       |
| ---------------------------------- | ---------------------------------- | ---------------------------------------------- | ---------------------------------- | ---------------------------------- | ---------------------------------- | ------------------------------------------- |
| 1                                  | 6 juillet 2013                     | Stade Ahmadu-Bello, Kaduna, Nigeria            | Nigeria                            | 4 - 1                              | Qualifications au CHAN 2014        | Titulaire.                                  |
| 2                                  | 27 juillet 2013                    | Stade Robert-Champroux, Abidjan, Côte d'Ivoire | Nigeria                            | 2 - 0                              | Qualifications au CHAN 2014        | Titulaire.                                  |
| 3                                  | 30 octobre 2015                    | Stade Robert-Champroux, Abidjan, Côte d'Ivoire | Ghana                              | 1 - 0                              | Qualifications au CHAN 2016        | Titulaire.                                  |
| 4                                  | 16 janvier 2016                    | Stade Amahoro, Kigali, Rwanda                  | Rwanda                             | 1 - 0                              | CHAN 2016                          | Titulaire.                                  |
| 5                                  | 20 janvier 2016                    | Stade Amahoro, Kigali, Rwanda                  | Maroc                              | 0 - 1                              | CHAN 2016                          | Titulaire.                                  |
| 6                                  | 24 janvier 2016                    | Stade Huye, Butare, Rwanda                     | Gabon                              | 4 - 1                              | CHAN 2016                          | Titulaire.                                  |
| 7                                  | 30 janvier 2016                    | Stade Huye, Butare, Rwanda                     | Cameroun                           | 0 - 3                              | CHAN 2016                          | Titulaire.                                  |
| 8                                  | 4 février 2016                     | Stade de Kigali, Kigali, Rwanda                | Mali                               | 1 - 0                              | CHAN 2016                          | Remplacé par Willie Britto à la 44e minute. |
| 9                                  | 3 septembre 2016                   | Stade de la Paix, Bouaké, Côte d'Ivoire        | Sierra Leone                       | 1 - 1                              | Qualifications à la CAN 2017       | Titulaire.                                  |
| 10                                 | 26 décembre 2016                   | Stade Robert-Champroux, Abidjan, Côte d'Ivoire | Zimbabwe                           | 0 - 0                              | Match amical                       | Titulaire.                                  |
| 11                                 | 31 mai 2017                        | Stade Robert-Champroux, Abidjan, Côte d'Ivoire | Bénin                              | 1 - 1                              | Match amical                       | Remplacé par Willie Britto à la 46e minute. |

## Palmarès
- Champion de Côte d'Ivoire en 2012 avec le Séwé Sports
- Vice-champion de Côte d'Ivoire en 2013 et 2015 avec l'ASEC Mimosas
- Vainqueur de la Coupe de Côte d'Ivoire en 2013 et 2014 avec l'ASEC Mimosas
- Finaliste de la Coupe de Côte d'Ivoire en 2012 avec le Séwé Sports et en 2016 avec l'ASEC Mimosas